# Жернаков, Николай Кузьмич
Николай Кузьмич Жернаков (15 декабря 1914, Холмогоры, Архангельская губерния — 28 декабря 1988, Архангельск) — советский писатель, журналист, общественный деятель. Член КПСС.

## Биография
Родился в 1914 году в Холмогорах.
Семья у родителей была большая, а время трудное, и не успел Николай подрасти, как пришлось пристраиваться к ремеслу. После окончания начальной школы двенадцатилетним пареньком он поступил в столярную мастерскую при Холмогорском детском доме. Жизнь учила будущего писателя Николая Жернакова на трудных примерах: работал в пекарне, плотничал, рыбачил на Двине с промысловой артелью.
В 1933 году переехал в Архангельск, работал грузчиком, столяром по отделке кают и трюмов на судах, учился на курсах шоферов, на курсах немецкого языка. Служил в армии на финской границе, а потом участвовал в Великой Отечественной войне. 
Офицер Советской армии Жернаков воевал под Москвой, Калинином, Ржевом, выходил из окружения, был четырежды ранен. В январе 1943 года под Харьковом был в упор прошит автоматной очередью, чудом остался жив… 
За ратные подвиги Н.К. Жернаков награжден орденами Отечественной войны 1-й степени и Красной Звезды, а также многими медалями.
После фронта не сразу удалось найти свое место в мирной жизни. Прежних сил для физической работы не было, а для того чтобы заняться иной работой, не хватало образования. Перепробовал  ряд профессий, пока судьба не привела его в районную газету «Холмогорский колхозник», в штате редакции он работал с 1955 года. 
Тут и проявилось истинное дарование Николая Жернакова: умение видеть, понимать и живописать жизнь, публицистическая бойцовская страсть и непримиримость к недостаткам. Его заметили в областной газете, и вскоре он был утвержден собственным корреспондентом «Правды Севера» по районам у реки Северной Двины. Расширился диапазон видения журналиста.
От газетных корреспонденций Жернаков перешел к проблемным очеркам и начал пробовать свои силы в жанре рассказа. Он становится писателем, публицистом, председателем Архангельской областной организации Союза писателей СССР, председателем Архангельского областного комитета защиты мира.
Член Совета по русской прозе Союза писателей РСФСР, член редколлегии журнала «Север».
Страсть к словотворчеству жила в нем и раньше: в юности Николай Жернаков сочинял стихи. Теперь накопившийся жизненный материал нашел своё выражение в прозе. В 1953 году в альманахе «Север» был напечатан его первый рассказ «Стерляжники», автору тогда было почти 39 лет. Затем появились книжки очерков, рассказов и первое крупное полотно — повесть «Восход» о коллективизации на Севере.
Ярко, самобытно заявил о себе Жернаков исторической повестью «Быть флоту Российскому». И хотя через несколько лет он еще раз обратится к исторической теме — опубликует повесть «Онашкино озеро», стержневой сутью его творчества останутся проблемы северодвинской деревни. Они близки его душевному и житейскому опыту. И видит он их широко, перспективно.
В 1959 году Николая Кузьмича Жернакова приняли в члены Союза писателей. Холмогорская земля и люди, крестьяне низовья Двины, суровая жизнь хлебопашцев, рыбаков и охотников с их нелегким трудом, с радостями и печалями, с любовью и горем стали первоосновой творчества писателя Жернакова. Он - знаток северной деревни, истинный и вдохновенный её певец.
Написанный в пятидесятых годах роман «Единомышленники» как бы продолжил разговор о судьбах жителей северной деревни, начатый в повести «Восход». Потом появились «Поморские ветры», «Буйная Падегора» — своеобразная летопись беломорского села. И с еще большей силой писательский талант Жернакова раскрылся в трилогии «Краснотал», где соединились эпическая широта и масштаб в охвате событий с глубиной проникновения в психологию многочисленных персонажей — жителей двинского села Горелый Бор. На 5-м съезде писателей РСФСР этот роман Николая Жернакова был назван в числе наиболее ярких произведений отчетного периода. За эту трилогию Н.К. Жернакову была присуждена премия Архангельского комсомола.
Творческая и общественная деятельность писателя отмечены высокими наградами Родины— орденами Трудового Красного Знамени, Дружбы народов, «Знак Почета».
Он поставил на ноги шестерых сыновей, дав начало большому потомству, выпустил в свет несколько десятков книг.
Умер в Архангельске 28 декабря 1988 г. Похоронен в Холмогорах на сельском кладбище.
Именем Николая Жернакова названа библиотека в Архангельске и улица в селе Холмогоры.

Сочинения (издания) писателя:
1. Охота на уток в низовьях Северной Двины : очерки.— Архангельск, 1954;
2. Десять лет на ферме : очерк.— Архангельск, 1954;
3. Восход : повесть.— Архангельск, 1957;
4. Быть флоту Российскому : повесть.— Архангельск, 1958;
5. Сосны шумят : рассказы.— Архангельск, 1959;
6. Единомышленники : роман.— Архангельск, 1960;
7. Дело моей жизни : очерк.— Архангельск, 1960;
8. Председатель колхоза : очерк.— Архангельск, 1962;
9. Невесты : повесть.— Архангельск, 1963;
10. Онашка : холмогор. легенда.— Архангельск, 1965;�Рая : очерк.— Архангельск, 1966;
11. Буйная Падегора : повести.— М., 1967;
12. Бессонница : повесть и рассказы.— Архангельск, 1967;
13. Поморские ветры : повесть.— Архангельск, 1969;
14. Родимое пятно : повесть и рассказы.— М., 1969;
15. Горелый Бор : роман.— Архангельск, 1970;
16. Краснотал : роман.— Архангельск, 1972;
17. Крутые сувои : роман.— Архангельск, 1975;
18. Не море — ветры топят корабли : повести и рассказы.— Архангельск, 1978;
19. Солдатские были : повести и рассказы.— М., 1979;
20. Поморские повести.— Архангельск, 1980;
21. Светлый мастер : повести и рассказы.— М., 1982;
22. Краснотал : трилогия.— Архангельск, 1984;
23. Фронтовая страда : повести и рассказы.— М., 1987;
24. Кричите, гуси осени моей.— Архангельск, 1987;
25. Слушайте нас, живые… : рассказы.— Архангельск, 1990.
26. Пасынок : повесть // Светлый мастер : повести и рассказы / Н. Жернаков.— М., 1982.— С. 179-249.